# Katastralgemeinde St. Johann am Pressen
Die Katastralgemeinde St. Johann am Pressen ist eine von acht Katastralgemeinden der Gemeinde Hüttenberg im Bezirk Sankt Veit an der Glan in Kärnten. Sie hat eine Fläche von 3679,34 ha.
Die Katastralgemeinde gehört zum Sprengel des Vermessungsamtes Klagenfurt.

## Lage
Die Katastralgemeinde liegt im Nordosten des Bezirks Sankt Veit an der Glan, im Osten der Gemeinde Hüttenberg, am Westhang der Saualpe, rechtsseitig im Löllinger Graben. Sie grenzt im Norden und Osten an Katastralgemeinden, die zu anderen Gemeinden gehören: im Norden an die Katastralgemeinde Lavantegg (Gemeinde Obdach, Steiermark), im Osten an die zur Gemeinde Reichenfels gehörenden Katastralgemeinden Sommerau und Weitenbach, an die zur Gemeinde Bad Sankt Leonhard gehörende Katastralgemeinde Kliening und an die zur Gemeinde Wolfsberg gehörende Katastralgemeinde Preims. Im Süden und im Westen grenzt die Katastralgemeinde hingegen an ebenfalls zur Gemeinde Hüttenberg gehörende Katastralgemeinden: im Süden an die Katastralgemeinde Lölling, im Südwesten an die Katastralgemeinde Knappenberg, im Westen an die Katastralgemeinde Zosen und an die Katastralgemeinde St. Martin am Silberberg. 
Die Katastralgemeinde erstreckt sich über eine Höhenlage von 868 m ü. A. am Mosinzbach am Südwestrand der Katastralgemeinde bis zu 1874 m ü. A. am Zöhrerkogel im Norden der Katastralgemeinde.

## Ortschaften
Auf dem Gebiet der Katastralgemeinde St. Johann am Pressen liegt die Ortschaft St. Johann am Pressen.

## Vermessungsamt-Sprengel
Die Katastralgemeinde gehört seit 1. Jänner 1998 zum Sprengel des Vermessungsamtes Klagenfurt. Davor war sie Teil des Sprengels des Vermessungsamtes St. Veit an der Glan.

## Geschichte
Ende des 18. Jahrhunderts wurden die Kärntner Steuergemeinden (später: Katastralgemeinden) gebildet und Steuerbezirken zugeordnet. Die Steuergemeinde St. Johann am Pressen wurde Teil des Steuerbezirks Althofen (Herrschaft und Landgericht).
Im Zuge der Reformen nach der Revolution 1848/49 wurden in Kärnten die Steuerbezirke aufgelöst und Ortsgemeinden gebildet, die jeweils das Gebiet einer oder mehrerer Steuergemeinden umfassten. Die Steuer- bzw. Katastralgemeinde St. Johann am Pressen wurde Teil der Gemeinde St. Johann am Pressen. Die Größe der Katastralgemeinde wurde 1849 mit 6393 Österreichischen Joch und 629 Klaftern (ca. 3679 ha, also die heutige Fläche) angegeben; damals lebten 529 Personen auf dem Gebiet der Katastralgemeinde. Im Zuge der Gemeindestrukturreform wurde die Katastralgemeinde 1973 an die Gemeinde Hüttenberg angeschlossen.
Die Katastralgemeinde St. Johann am Pressen gehörte ab 1850 zum politischen Bezirk Sankt Veit an der Glan und zum Gerichtsbezirk Althofen. Von 1854 bis 1868 gehörte sie zum Gemischten Bezirk Althofen. Seit der Reform 1868 ist sie wieder Teil des politischen Bezirks Sankt Veit an der Glan, zunächst als Teil des Gerichtsbezirks Althofen, ab 1872 als Teil des Gerichtsbezirks Eberstein, und seit dessen Auflösung 1978 als Teil des Gerichtsbezirks St. Veit an der Glan.